# Liste des voies de Bayonne
Cet article présente la liste non exhaustive des voies de Bayonne,.

## Rive gauche

### Grand Bayonne

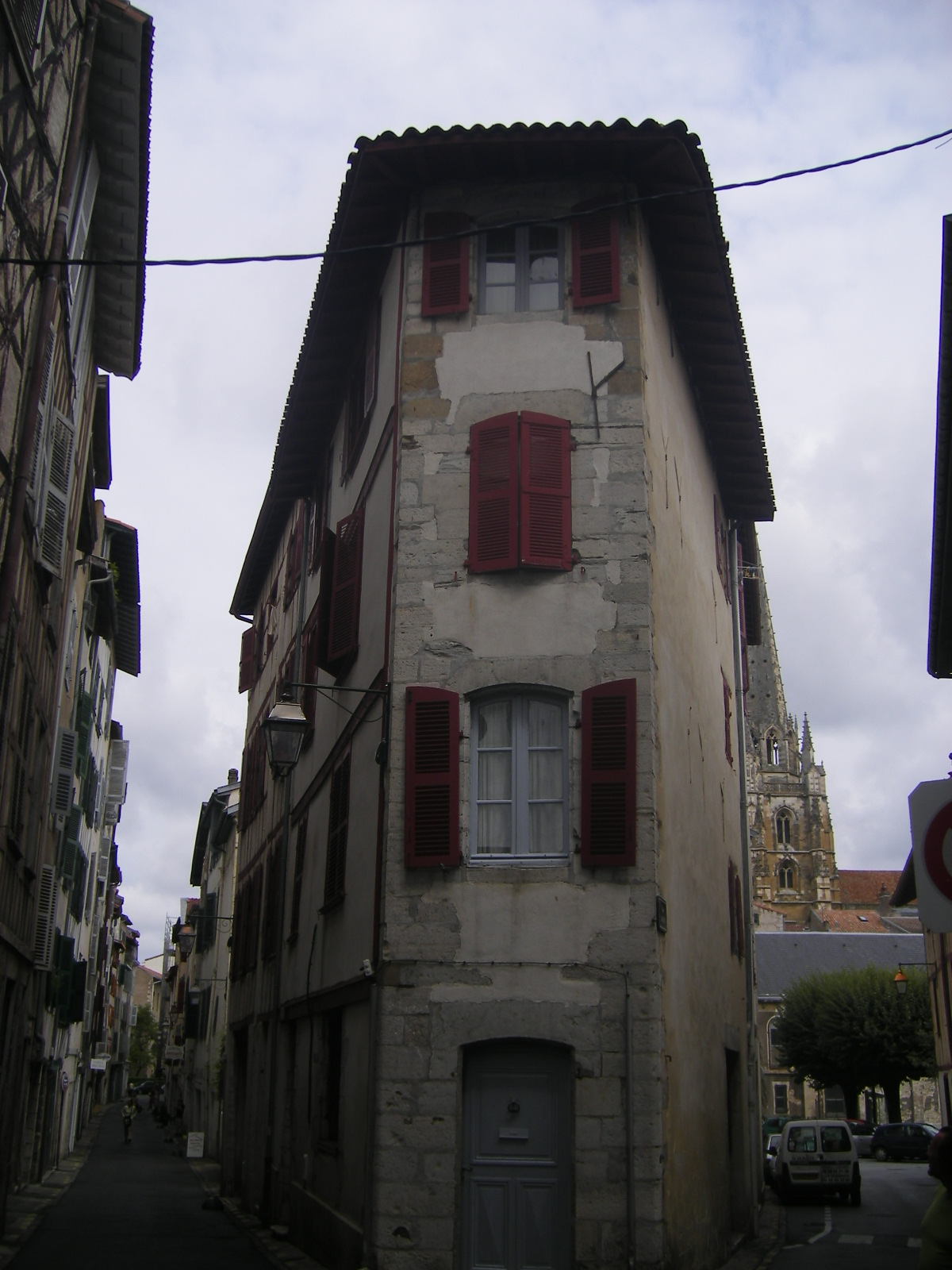
Rues des Faures et Douer.

- Place des Victoires
- Rue Douer
- Rue d'Espagne
- Rue des Faures
- Rue Gosse
- Rue Lagréou
- Rue de Luc
- Rue Montaut
- Rue Passemillon
- Rue Poissonnerie
- Rue des Prébendés
- Rue Sabaterie
- Rue de la Salie
- Rue Vieille-Boucherie

### Petit Bayonne
- Rue des Tonneliers
- Rue Marengo
- Rue de Cordeliers
- Rue Bourg Neuf
- Rue Pontrique

## Rive Droite

### Saint-Esprit, Citadelle, Saint Frédéric
- Rue Sainte-Catherine